# Karl-Heinz Bußert
Karl-Heinz Bußert (8 de enero de 1955) es un deportista de la RDA que compitió en remo.
Participó en los Juegos Olímpicos de Montreal 1976, obteniendo una medalla de oro en la prueba de cuatro scull. Ganó siete medallas en el Campeonato Mundial de Remo entre los años 1977 y 1985.

## Palmarés internacional
| Juegos Olímpicos   | Juegos Olímpicos          | Juegos Olímpicos | Juegos Olímpicos |
| Año                | Lugar                     | Medalla          | Prueba           |
| ------------------ | ------------------------- | ---------------- | ---------------- |
| 1976               | Montreal (Canadá)         | Medalla de oro   | Cuatro scull     |
| Campeonato Mundial |                           |                  |                  |
| Año                | Lugar                     | Medalla          | Prueba           |
| 1977               | Ámsterdam (Países Bajos)  | Medalla de oro   | Cuatro scull     |
| 1978               | Cambridge (Nueva Zelanda) | Medalla de oro   | Cuatro scull     |
| 1979               | Bled (Yugoslavia)         | Medalla de oro   | Cuatro scull     |
| 1981               | Múnich (RFA)              | Medalla de oro   | Cuatro scull     |
| 1982               | Lucerna (Suiza)           | Medalla de oro   | Cuatro scull     |
| 1983               | Duisburgo (RFA)           | Medalla de plata | Cuatro scull     |
| 1985               | Malinas (Bélgica)         | Medalla de plata | Cuatro scull     |